# Cecima

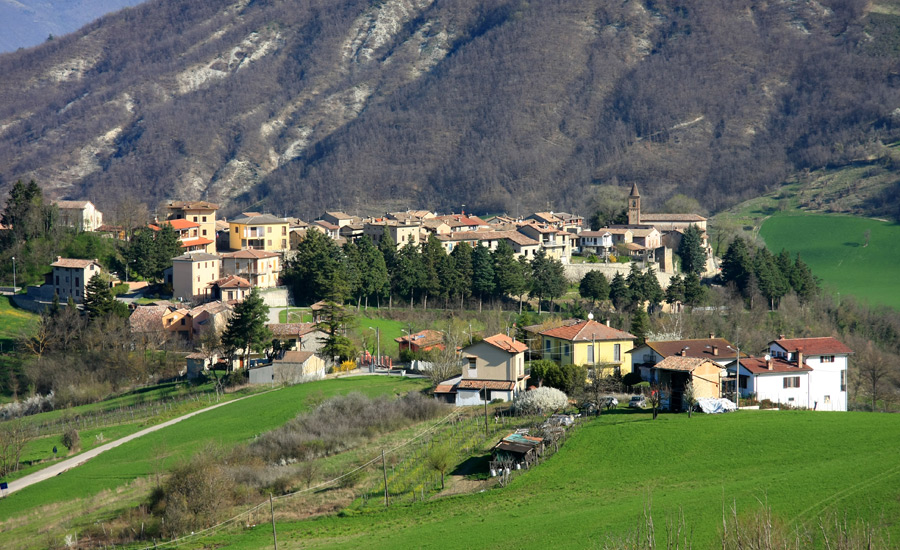
Panorama über Cecima

Cecima ist eine Gemeinde  (comune) in der Provinz Pavia mit 249 Einwohnern (Stand 31. Dezember 2023) in der südwestlichen Lombardei im Norden Italiens. Die Gemeinde liegt etwa 38 Kilometer südsüdwestlich von Pavia an der Staffora in der Oltrepò Pavese, gehört zur Comunità montana Oltrepò Pavese und grenzt unmittelbar an die Provinz Alessandria (Piemont).

## Geschichte
943 war die Ortschaft von den Königen Hugo I. und Lothar II. an den Bischof von Pavia geschenkt worden.
2009 wurde im Gemeindegebiet das Planetarium und Observatorium Cà del Monte eröffnet.

## Verkehr
Durch die Gemeinde führt die frühere Strada Statale 461 del Passo Penice (heute eine Provinzstraße) von Voghera nach Bobbio.